# Luís María Guerrero
Luís María Guerrero (Manilla, 1 december 1874 - aldaar, 14 augustus 1950) was een Filipijns kinderarts, hoogleraar en decaan.

## Biografie
Luís Guerrero werd geboren op 1 december 1874 in Ermita in de Filipijnse hoofdstad Manilla. Zijn ouders waren Maria Alvarez en Brigido Guerrero. Zijn vader werkte voor de Spaanse koloniale overheid. Guerrero behaalde in 1892 een bachelor of arts-diploma aan de Ateneo de Manila en studeerde daarna medicijnen aan de University of Santo Tomas (UST). In 1901 behaalde hij er zijn licentiaat. Kort daarop werd hij een gecertificeerd dokter.
Na zijn afstuderen werd hij aangesteld als hoofd van laboratorium afdeling van het San Juan de Dios Hospital. Een jaar later volgde een benoeming tot docent bacteriologie en parasitologie aan de UST. Na de opening van de Philippine Medical School in 1908 werd hij docent tropische medicijnen. Later werd hij aangesteld als hoofd van de afdeling medicijnen van het Philippine General Hospital. Hij groeide hij tot een autoriteit op het gebied van tropische medicijnen, bacteriologie en parasitologie en werd aangesteld als hoogleraar klinische pediatrie aan de UST. Later volgde een benoeming tot hoofd van de afdeling als opvolger van dr. Joaquin Quintos. Vanaf 1945 was hij decaan van de faculteit medicijnen van de University of the Philippines. De laatste jaren van zijn leven was hij decaan van de faculteit medicijnen van de UST.
In 1946 werd Guerrero gekozen tot meest vooraanstaande alumnus van de University of Santo Tomas. Twee jaar later kreeg hij een presidentiele onderscheiding van Elpidio Quirino. Luís Guerrero overleed in 1950 op 75-jarige leeftijd. Hij was getrouwd met Adela Henry, en kreeg met haar elf kinderen.